# 堆肥式廁所

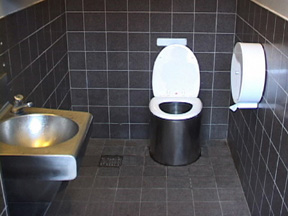
位處瑞典E6高速公路旁的公共堆肥式廁所

堆肥式廁所（英語：composting toilet）或生化廁所（bio toilet），透過微生物過程處理人類排泄物。堆肥是由微生物（主要是細菌和真菌）在受控的有氧條件下進行有機物分解，並將人類排泄物變成堆肥狀材料。的。是一種以極少水量沖廁或甚至是無水的廁所，排泄物流入便池中混合木糠、椰棕或泥炭蘚等物質帶氧分解成堆肥，多餘的水分會由便池底部的發熱線蒸發掉，便池亦會內置抽氣扇將臭味排走。座廁和便池可以是分體式讓便池的安置地點更靈活，座廁和便池合一的堆肥式廁所會有手柄供手動旋轉便池讓分解均勻地進行。
堆肥式廁所主要應用於缺乏供水及集體排污系統的地方以取代傳統的沖水式廁所，又或者是方便將人類排泄物循環再做成肥料使用，主要對非食用植物施肥。堆肥式公廁在瑞典許多的公路旁及英美的國家公園得到廣泛應用。排泄物混合的額外物質有助分解、吸水及減少臭味揮發，分解的速度亦比傳統厭氧分解的化糞池要高。

## 應用領域
堆肥廁所適用於鄉村地區或公園等缺乏適當供水、下水道和污水處理設施的地區。它們還可以幫助提高現有衛生系統應對氣候變遷、地震或海嘯等可能發生的自然災害的能力。堆肥廁所可以減少或可能消除對化糞池系統的需求，以減少生態足跡（特別是與現場再生水處理系統結合使用時）。
這些類型的廁所可用於資源回收，將消毒後的糞便和尿液重新用作園藝或觀賞活動的肥料和土壤改良劑。

## 外部連結
- 堆肥式廁所實踐研究，第一冊：報告 （页面存档备份，存于），澳洲GHD集團（英语：GHD Group）
- 耐熱大腸菌群於乾燥堆肥式廁所的生還狀況 （页面存档备份，存于），美國國家生物技術信息中心